# Рудавиці
Руда́виці (трансліт.: Rudavicy; рос. Рудавицы) — село в Гродненському районі Гродненської області. Входить до складу Квасовської сільської ради.